# 中島真也
中島 真也（なかしま しんや、1965年（ 10月18日 - ）は、日本の技術者、実業家。株式会社パロマ代表取締役社長。

## 人物・経歴
愛知県津島市出身。1988年名古屋工業大学工学部卒業、パロマ工業（現パロマ）入社。長年技術部門に携わり、2011年には技術開発推進部長に就任。2014年技術開発部長。2015年取締役技術開発部長に昇格。2017年取締役常務執行役員開発本部長。2018年取締役専務執行役員開発本部所掌。同年代表取締役副社長。2019年から創業家出身者以外としては初となる代表取締役社長を務め、パロマ湯沸器死亡事故等を踏まえ、コーポレート・ガバナンスの整備などを進めた。